# Garvaregården
Garvaregården är ett museum och före detta hantverkargård i Trosa. Hantverksgården har anor från 1700-talet och är ett exempel på hantverksgårdar som funnits i området.
I Garvaregården bedrevs förr garveriverksamhet. Idag ägs gården av Trosa kommun och den disponeras av Trosa Hembygdsförening som äger de historiska samlingarna.  Gården är byggnadsminne sedan 2001.
I den gamla ladugården finns idag Trosa stadsmuseum,  med bland annat en utställning över den tid fisket var den viktigaste näringsverksamheten i staden.